# Dasychira phaea
Dasychira phaea är en fjärilsart som beskrevs av Collenette 1961. Dasychira phaea ingår i släktet Dasychira och familjen tofsspinnare. Inga underarter finns listade i Catalogue of Life.